# 帕斯托里索灣
63°54′S 57°17′W / 63.900°S 57.283°W
帕斯托里索灣（Pastorizo Bay），是南極洲的海灣，位於詹姆斯羅斯島群的維加島南部，處於馬霍加尼海崖以西，寬3.7公里，在1959年的阿根廷地圖命名，現時由南極條約體系管理。